# August Friedrich Müller
August Friedrich Müller (ur. 1889, zm. ?) – zbrodniarz nazistowski, członek załogi niemieckiego obozu koncentracyjnego Dachau i SS-Hauptscharführer.
16 maja 1942 rozpoczął służbę w kompleksie obozowym Dachau jako Blockführer. Następnie od 20 sierpnia 1942 do 20 lipca 1943 kierował komandem więźniarskim pracującym w fabryce Bardolit w Monachium. Od 18 sierpnia 1943 do 15 września 1944 Müller sprawował identyczną funkcję w fabryce Wülfert. Wreszcie od 20 września 1944 do 26 kwietnia 1945 był zastępcą Josefa Jarolina, komendanta podobozu Allach.
W procesie członków załogi Dachau (US vs. Hans Wülfert i inni), który miał miejsce w dniach 12–17 marca 1947 przed amerykańskim Trybunałem Wojskowym w Dachau Müller skazany został na 10 lat pozbawienia wolności. Trybunał uznał go za winnego torturowania więźniów podczas przesłuchiwań prowadzonych w podobozie Allach. W obozie tym Müller wykonywał również kary chłosty na więźniach i wielokrotnie maltretował ich na inne sposoby. W fabryce Wülfert bił podległych mu więźniów i składał na nich karne raporty.